# Großsteingrab Nørre Herlev
Das Großsteingrab Nørre Herlev ist eine megalithische Grabanlage der jungsteinzeitlichen Nordgruppe der Trichterbecherkultur im Kirchspiel Lillerød in der dänischen Kommune Hillerød.

## Lage
Das Grab liegt nordwestlich von Lillerød im Waldgebiet Brødeskov, unmittelbar westlich einer Kaserne. In der näheren Umgebung gibt bzw. gab es zahlreiche weitere megalithische Grabanlagen.

## Forschungsgeschichte
1938 wurde das Grab restauriert. Im Jahr 1942 führten Mitarbeiter des Dänischen Nationalmuseums eine Dokumentation der Fundstelle durch. Eine weitere Dokumentation erfolgte 1960 durch Mitarbeiter der Forst- und Naturbehörde. Durch den geplanten Bau einer Fernwärmeleitung wurde 1995 eine Sondagegrabung an der Anlage durch Mitarbeiter des Folkemuseet nötig.

## Beschreibung
Die Anlage besitzt eine runde Hügelschüttung mit einem Durchmesser von 12 m und einer Höhe von 1 m. Eine steinerne Umfassung ist nicht erkennbar. Der Hügel enthält eine Grabkammer, die als Urdolmen anzusprechen ist. Zur Orientierung und den Maßen liegen keine Angaben vor. Die Kammer besteht aus drei Wandsteinen; eine Seite ist offen. Auf den Wandsteinen liegt ein Deckstein auf.
Bei der Grabung von 1995 wurden in der Nähe des Grabes zwei mit Steinen verfüllte Strukturen unbekannter Funktion entdeckt. Einige Meter westlich lag eine Gargrube.